# Энергетик (Самарская область)
Энерге́тик — посёлок в Волжском районе Самарской области России. Входит в состав городского поселения Смышляевка.

## География
Посёлок находится на расстоянии менее 1 км к востоку от посёлка посёлка городского типа Смышляевка, центра сельского поселения, и 5 км к северо-востоку от города Самара, административного центра района и области.

### Часовой пояс
Посёлок Энергетик, как и вся Самарская область, находится в часовой зоне МСК+1. Смещение применяемого времени относительно UTC составляет +4:00.

## Население
| 2010 |
| ---- |
| 198  |

### Национальный состав
Согласно результатам переписи 2002 года, в национальной структуре населения русские составляли 85 % из 151 чел.